# 常昌院 (中野区)
常昌院（じょうしょういん）は、東京都中野区にある曹洞宗の寺院。

## 歴史
文禄年間（1593年 - 1596年）に開山された。元々は別の場所にあり、「安心庵」という名称だった。江戸時代後期に現在地に移転した。その際に「松吟庵」に改称した。
1935年（昭和10年）、静岡県周智郡の大洞院の末寺で、愛知県豊橋市にあった「常昌院」を移す形で、「常昌院」と改名した。
戦後、当院の秀明尼は曹洞宗の御詠歌「梅花流」の正伝師範（最高位）となり活躍した。
現在の本堂等は、1973年（昭和48年）に新築したものである。

## 交通アクセス
- 東京メトロ丸ノ内線・都営地下鉄大江戸線中野坂上駅より徒歩10分。
- 新宿駅西口よりバス(都営バス宿91系統新代田駅行き・王78系統王子駅行き)「宝仙寺前」下車